# Бой за высоту 239
Бой за высоту 239 — один из боёв Второй мировой войны, произошедший 8 октября 1944 года близ деревни Харен. Часть наступления 1-й дивизии США на линию Зигфрида и боёв по захвату Ахена. 

## Ход боя
Высота 239 была названа в честь большого распятия, установленного на её вершине. 
Целью американцев был захват высоты, на которой находилось множество немецких ДОТ и бункер, чтобы можно было выполнить главную задачу окружения Аахена. Высоту удерживали части немецкого 246-го полка.
Атаковать холм двинулся 1-й батальон 18-го пехотного полка 1-й пехотной дивизии под командованием Генри Леонарда. Они были вооружены бангалорскими торпедами, огнемётами, и подрывными снарядами.
Во время боя отличился Бобби Браун. Он взял подрывной снаряд, пробежал под огнём 91 метр и закинул снаряд в ДОТ. После этого Браун повторил это ещё два раза. Во время последнего закидывания он был ранен, но отказался от лечения, продолжив путь в гору.
После этого Браун отправился в разведку, где дважды намерено привлёк на себя вражеский огонь. Этим он помог вычислить позиции врага, и впоследствии отбить две контратаки. Только после того, как высота была полностью защищена, Браун согласился на лечение. За храбрость, проявленную в ходе боя он был награждён Медалью почёта.
12 октября два немецких пехотных полка попытались отбить холм Распятие. В ожесточенных боях немцы временно взяли высоту под свой контроль, но к концу дня были выбиты, а оба полка были практически уничтожены.